# 五磷酸钐
五磷酸钐是一种无机化合物，化学式为SmP5O14，它是钐的磷酸盐之一。它可以以单斜晶系的P21/b空间群结晶。它可以在偏磷酸熔体中合成得到。它在60 kOe时，磁矩只有0.025 μB。